# Bahnstrecke Lison–Lamballe
| Viaduc de la Soulles bei Coutance |                                                    |                                                         |                                                         |
| Streckenkarte |                                                    |                                                         |                                                         |
| Streckennummer (SNCF): | 415 000                                            |                                                         |                                                         |
| Kursbuchstrecke (SNCF): | 327 (Lison – Dol-de-Bretagne)                      |                                                         |                                                         |
| Streckenlänge: | 205,7 km                                           |                                                         |                                                         |
| Spurweite: | 1435 mm (Normalspur)                               |                                                         |                                                         |
| Stromsystem: | Lison–Saint-Lô und Lamballe–km 201: 25 kV, 50 Hz ~ |                                                         |                                                         |
| Maximale Neigung: | 15 ‰                                               |                                                         |                                                         |
| Streckengeschwindigkeit: | 140 km/h                                           |                                                         |                                                         |
| Zweigleisigkeit: | Dol-de-Bretagne–Avranches                          |                                                         |                                                         |
| |                                                    |                                                         |                                                         |
| \| \| \| Strecke Mantes-la-Jolie–Cherbourg von Mantes-la-Jolie \| \| \| \| 295,20,0 \| Lison \| 7 m \| \| \| \| Strecke Mantes-la-Jolie–Cherbourg nach Cherbourg \| \| \| \| 2,9 \| Airel \| 10 m \| \| \| 7,1 \| La Meauffe \| 12 m \| \| \| 10,4 \| Pont-Hébert \| 11 m \| \| \| 17,0 \| Viaduc de la Vire (45 m) \| Viaduc de la Vire (45 m) \| \| \| 18,5 \| Saint-Lô \| 14 m \| \| \| 18,7 \| Strecke Saint-Lô–Guilberville nach Guilberville \| Strecke Saint-Lô–Guilberville nach Guilberville \| \| \| 23,0 \| Joigne (12 m) \| Joigne (12 m) \| \| \| 23,4 \| Joigne (12 m) \| Joigne (12 m) \| \| \| 23,6 \| Joigne (12 m) \| Joigne (12 m) \| \| \| 23,8 \| Joigne (12 m) \| Joigne (12 m) \| \| \| 26,2 \| Canisy \| 62 m \| \| \| 31,0 \| Terrette (10 m) \| Terrette (10 m) \| \| \| 31,8 \| Carantilly-Marigny \| 92 m \| \| \| 34,6 \| Cametours \| 111 m \| \| \| 39,8 \| Belval \| 130 m \| \| \| 47,6 \| Strecke Coutances–Sottevast von Sottevast \| Strecke Coutances–Sottevast von Sottevast \| \| \| 48,0 \| Coutances \| 49 m \| \| \| 48,8 \| Viaduc de la Soulles (72 m) \| Viaduc de la Soulles (72 m) \| \| \| 54,1 \| Strecke Orval-Hyenville–Regnéville von Regnéville \| Strecke Orval-Hyenville–Regnéville von Regnéville \| \| \| 54,8 \| Orval sur Sienne-Hyenville \| 15 m \| \| \| 57,7 \| Quettreville-sur-Sienne \| 19 m \| \| \| 63,2 \| Sienne (10 m) \| Sienne (10 m) \| \| \| 63,8 \| Cérences \| 26 m \| \| \| 69,9 \| Hudimesnil \| 93 m \| \| \| \| Strecke Argentan–Granville von/nach Granville \| \| \| \| 75,3 \| Folligny \| 126 m \| \| \| 76,8 \| Strecke Argentan–Granville nach Argentan \| Strecke Argentan–Granville nach Argentan \| \| \| 79,7 \| Thar (4 m) \| Thar (4 m) \| \| \| 80,1 \| La Haye-Pesnel-La Lucerne-d’Outremer \| 90 m \| \| \| 86,4 \| Montviron-Sartilly \| 91 m \| \| \| 93,4 \| Sée (22 m) \| Sée (22 m) \| \| \| 93,9 \| Avranches \| 11 m \| \| \| 100,1 \| Pontaubault \| 15 m \| \| \| 100,3 \| Strecke Domfront–Pontaubault nach Domfront \| Strecke Domfront–Pontaubault nach Domfront \| \| \| 100,9 \| Viaduc de la Sélune (134 m) \| Viaduc de la Sélune (134 m) \| \| \| 108,0 \| Servon-Tanis \| 13 m \| \| \| 115,8 \| Pontorson-Mont-Saint-Michel \| 19 m \| \| \| \| Strecke Vitré–Pontorson nach Vitré \| \| \| \| \| Strecke Pontorson–Mont-Saint-Michel nach Mont-St-Michel \| \| \| \| 116,7 \| Viaduc du Couesnon (41 m) \| Viaduc du Couesnon (41 m) \| \| \| 121,1 \| Pleine-Fougères \| 35 m \| \| \| 128,6 \| La Boussac \| 36 m \| \| \| 136,8 \| Strecke Rennes–Saint-Malo von Saint-Malo \| Strecke Rennes–Saint-Malo von Saint-Malo \| \| \| 137,5 \| Dol-de-Bretagne \| 21 m \| \| \| 138,3 \| Strecke Rennes–Saint-Malo nach Rennes \| Strecke Rennes–Saint-Malo nach Rennes \| \| \| 142,3 \| Roz-Landrieux \| Roz-Landrieux \| \| \| 145,8 \| Plerguer \| 22 m \| \| \| 150,2 \| Strecke Miniac–La Gouesnière-Cancale von La Gouesnière \| Strecke Miniac–La Gouesnière-Cancale von La Gouesnière \| \| \| 150,6 \| Miniac \| 24 m \| \| \| 155,9 \| Pleudihen \| 33 m \| \| \| 158,9 \| Viaduc de Lessart (Rance; 101 m) \| Viaduc de Lessart (Rance; 101 m) \| \| \| 159,6 \| La Hisse \| 42 m \| \| \| 164,2 \| Strecke Dinan–Dinard-Saint-Énogat von Dinard \| Strecke Dinan–Dinard-Saint-Énogat von Dinard \| \| \| 164,3 \| Viaduc de la Fontaine-des-Eaux \| Viaduc de la Fontaine-des-Eaux \| \| \| 165,9 \| Dinan \| 76 m \| \| \| \| Strecke La Brohinière–Dinan nach La Brohinière \| \| \| \| 174,5 \| Corseul-Languenan \| 123 m \| \| \| 181,0 \| Montafilan (6 m) \| Montafilan (6 m) \| \| \| 183,1 \| Plancoët \| 8 m \| \| \| 183,6 \| Arguenon (13 m) \| Arguenon (13 m) \| \| \| 191,5 \| Landébia \| 59 m \| \| \| 197,4 \| Quintenic-Plédéliac \| 102 m \| \| \| 200,3 \| Beginn Oberleitung \| Beginn Oberleitung \| \| \| \| Anschluss \| \| \| \| \| Strecke Paris–Brest von Paris-Nord \| \| \| \| 206,2454,3 \| Lamballe \| 56 m \| \| \| \| Strecke Paris–Brest nach Brest \| \| |                                                    |                                                         |                                                         |
| Strecke |                                                    | Strecke Mantes-la-Jolie–Cherbourg von Mantes-la-Jolie   | Strecke Mantes-la-Jolie–Cherbourg von Mantes-la-Jolie   |
| Bahnhof | 295,20,0                                           | Lison                                                   | 7 m                                                     |
| Abzweig geradeaus und nach rechts |                                                    | Strecke Mantes-la-Jolie–Cherbourg nach Cherbourg        | Strecke Mantes-la-Jolie–Cherbourg nach Cherbourg        |
| ehemaliger Haltepunkt / Haltestelle | 2,9                                                | Airel                                                   | 10 m                                                    |
| ehemaliger Haltepunkt / Haltestelle | 7,1                                                | La Meauffe                                              | 12 m                                                    |
| Haltepunkt / Haltestelle | 10,4                                               | Pont-Hébert                                             | 11 m                                                    |
| Brücke über Wasserlauf | 17,0                                               | Viaduc de la Vire (45 m)                                | Viaduc de la Vire (45 m)                                |
| Bahnhof | 18,5                                               | Saint-Lô                                                | 14 m                                                    |
| Abzweig geradeaus und ehemals nach links | 18,7                                               | Strecke Saint-Lô–Guilberville nach Guilberville         | Strecke Saint-Lô–Guilberville nach Guilberville         |
| Brücke über Wasserlauf | 23,0                                               | Joigne (12 m)                                           | Joigne (12 m)                                           |
| Brücke über Wasserlauf | 23,4                                               | Joigne (12 m)                                           | Joigne (12 m)                                           |
| Brücke über Wasserlauf | 23,6                                               | Joigne (12 m)                                           | Joigne (12 m)                                           |
| Brücke über Wasserlauf | 23,8                                               | Joigne (12 m)                                           | Joigne (12 m)                                           |
| ehemaliger Haltepunkt / Haltestelle | 26,2                                               | Canisy                                                  | 62 m                                                    |
| Brücke über Wasserlauf | 31,0                                               | Terrette (10 m)                                         | Terrette (10 m)                                         |
| Haltepunkt / Haltestelle | 31,8                                               | Carantilly-Marigny                                      | 92 m                                                    |
| ehemaliger Haltepunkt / Haltestelle | 34,6                                               | Cametours                                               | 111 m                                                   |
| ehemaliger Haltepunkt / Haltestelle | 39,8                                               | Belval                                                  | 130 m                                                   |
| Abzweig geradeaus und ehemals von rechts | 47,6                                               | Strecke Coutances–Sottevast von Sottevast               | Strecke Coutances–Sottevast von Sottevast               |
| Bahnhof | 48,0                                               | Coutances                                               | 49 m                                                    |
| Brücke über Wasserlauf | 48,8                                               | Viaduc de la Soulles (72 m)                             | Viaduc de la Soulles (72 m)                             |
| Abzweig geradeaus und ehemals von rechts | 54,1                                               | Strecke Orval-Hyenville–Regnéville von Regnéville       | Strecke Orval-Hyenville–Regnéville von Regnéville       |
| ehemaliger Bahnhof | 54,8                                               | Orval sur Sienne-Hyenville                              | 15 m                                                    |
| ehemaliger Haltepunkt / Haltestelle | 57,7                                               | Quettreville-sur-Sienne                                 | 19 m                                                    |
| Brücke über Wasserlauf | 63,2                                               | Sienne (10 m)                                           | Sienne (10 m)                                           |
| ehemaliger Haltepunkt / Haltestelle | 63,8                                               | Cérences                                                | 26 m                                                    |
| ehemaliger Haltepunkt / Haltestelle | 69,9                                               | Hudimesnil                                              | 93 m                                                    |
| Abzweig geradeaus, nach rechts und von rechts |                                                    | Strecke Argentan–Granville von/nach Granville           | Strecke Argentan–Granville von/nach Granville           |
| Bahnhof | 75,3                                               | Folligny                                                | 126 m                                                   |
| Abzweig geradeaus und nach links | 76,8                                               | Strecke Argentan–Granville nach Argentan                | Strecke Argentan–Granville nach Argentan                |
| Brücke über Wasserlauf | 79,7                                               | Thar (4 m)                                              | Thar (4 m)                                              |
| ehemaliger Haltepunkt / Haltestelle | 80,1                                               | La Haye-Pesnel-La Lucerne-d’Outremer                    | 90 m                                                    |
| ehemaliger Haltepunkt / Haltestelle | 86,4                                               | Montviron-Sartilly                                      | 91 m                                                    |
| Brücke über Wasserlauf | 93,4                                               | Sée (22 m)                                              | Sée (22 m)                                              |
| Bahnhof | 93,9                                               | Avranches                                               | 11 m                                                    |
| ehemaliger Bahnhof | 100,1                                              | Pontaubault                                             | 15 m                                                    |
| Abzweig geradeaus und ehemals nach links | 100,3                                              | Strecke Domfront–Pontaubault nach Domfront              | Strecke Domfront–Pontaubault nach Domfront              |
| Brücke über Wasserlauf | 100,9                                              | Viaduc de la Sélune (134 m)                             | Viaduc de la Sélune (134 m)                             |
| ehemaliger Haltepunkt / Haltestelle | 108,0                                              | Servon-Tanis                                            | 13 m                                                    |
| Bahnhof | 115,8                                              | Pontorson-Mont-Saint-Michel                             | 19 m                                                    |
| Abzweig geradeaus und ehemals nach links |                                                    | Strecke Vitré–Pontorson nach Vitré                      | Strecke Vitré–Pontorson nach Vitré                      |
| Abzweig geradeaus und ehemals nach rechts |                                                    | Strecke Pontorson–Mont-Saint-Michel nach Mont-St-Michel | Strecke Pontorson–Mont-Saint-Michel nach Mont-St-Michel |
| Brücke über Wasserlauf | 116,7                                              | Viaduc du Couesnon (41 m)                               | Viaduc du Couesnon (41 m)                               |
| Dienststation / Betriebs- oder Güterbahnhof | 121,1                                              | Pleine-Fougères                                         | 35 m                                                    |
| ehemaliger Haltepunkt / Haltestelle | 128,6                                              | La Boussac                                              | 36 m                                                    |
| Abzweig geradeaus und von rechts | 136,8                                              | Strecke Rennes–Saint-Malo von Saint-Malo                | Strecke Rennes–Saint-Malo von Saint-Malo                |
| Bahnhof | 137,5                                              | Dol-de-Bretagne                                         | 21 m                                                    |
| Abzweig geradeaus und nach links | 138,3                                              | Strecke Rennes–Saint-Malo nach Rennes                   | Strecke Rennes–Saint-Malo nach Rennes                   |
| ehemaliger Haltepunkt / Haltestelle | 142,3                                              | Roz-Landrieux                                           | Roz-Landrieux                                           |
| Haltepunkt / Haltestelle | 145,8                                              | Plerguer                                                | 22 m                                                    |
| Abzweig geradeaus und ehemals von rechts | 150,2                                              | Strecke Miniac–La Gouesnière-Cancale von La Gouesnière  | Strecke Miniac–La Gouesnière-Cancale von La Gouesnière  |
| Haltepunkt / Haltestelle | 150,6                                              | Miniac                                                  | 24 m                                                    |
| Haltepunkt / Haltestelle | 155,9                                              | Pleudihen                                               | 33 m                                                    |
| Brücke über Wasserlauf | 158,9                                              | Viaduc de Lessart (Rance; 101 m)                        | Viaduc de Lessart (Rance; 101 m)                        |
| Haltepunkt / Haltestelle | 159,6                                              | La Hisse                                                | 42 m                                                    |
| Abzweig geradeaus, ehemals nach rechts und ehemals von rechts | 164,2                                              | Strecke Dinan–Dinard-Saint-Énogat von Dinard            | Strecke Dinan–Dinard-Saint-Énogat von Dinard            |
| Brücke über Wasserlauf | 164,3                                              | Viaduc de la Fontaine-des-Eaux                          | Viaduc de la Fontaine-des-Eaux                          |
| Bahnhof | 165,9                                              | Dinan                                                   | 76 m                                                    |
| Abzweig geradeaus und ehemals nach links |                                                    | Strecke La Brohinière–Dinan nach La Brohinière          | Strecke La Brohinière–Dinan nach La Brohinière          |
| Haltepunkt / Haltestelle | 174,5                                              | Corseul-Languenan                                       | 123 m                                                   |
| Brücke über Wasserlauf | 181,0                                              | Montafilan (6 m)                                        | Montafilan (6 m)                                        |
| Bahnhof | 183,1                                              | Plancoët                                                | 8 m                                                     |
| Brücke über Wasserlauf | 183,6                                              | Arguenon (13 m)                                         | Arguenon (13 m)                                         |
| Haltepunkt / Haltestelle | 191,5                                              | Landébia                                                | 59 m                                                    |
| ehemaliger Haltepunkt / Haltestelle | 197,4                                              | Quintenic-Plédéliac                                     | 102 m                                                   |
| Kilometer-Wechsel | 200,3                                              | Beginn Oberleitung                                      | Beginn Oberleitung                                      |
| Blockstelle |                                                    | Anschluss                                               | Anschluss                                               |
| Abzweig geradeaus und von links |                                                    | Strecke Paris–Brest von Paris-Nord                      | Strecke Paris–Brest von Paris-Nord                      |
| Bahnhof | 206,2454,3                                         | Lamballe                                                | 56 m                                                    |
| Strecke |                                                    | Strecke Paris–Brest nach Brest                          | Strecke Paris–Brest nach Brest                          |

Die Bahnstrecke Lison–Lamballe ist eine französische Eisenbahnstrecke, die Lison mit Lamballe verbindet. Sie ist 206 km lang und wurde schrittweise von 1860 bis 1879 eröffnet. Sie verläuft in Nord-Süd-Richtung durch die Basse-Normandie, und dann in eher westliche Richtung durch den Nordwesten der Bretagne.

## Streckenverlauf

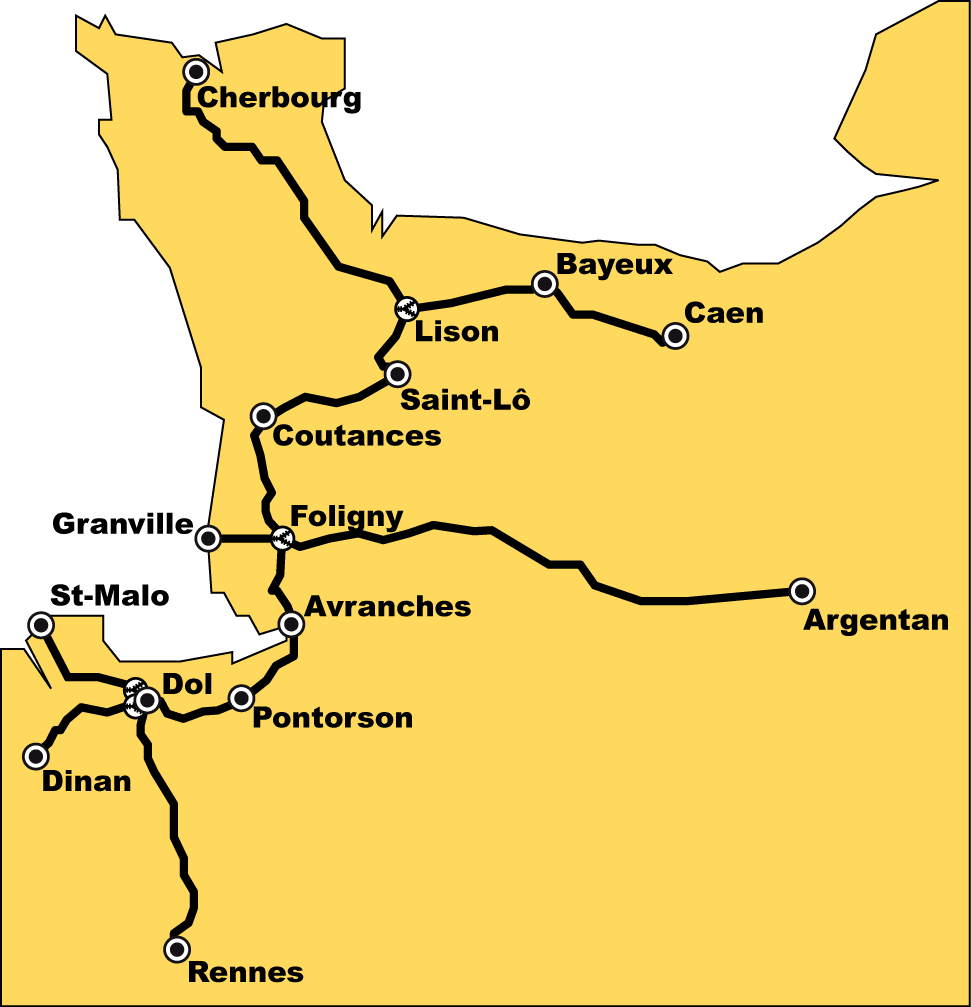
Bahnstrecke Caen–Rennes

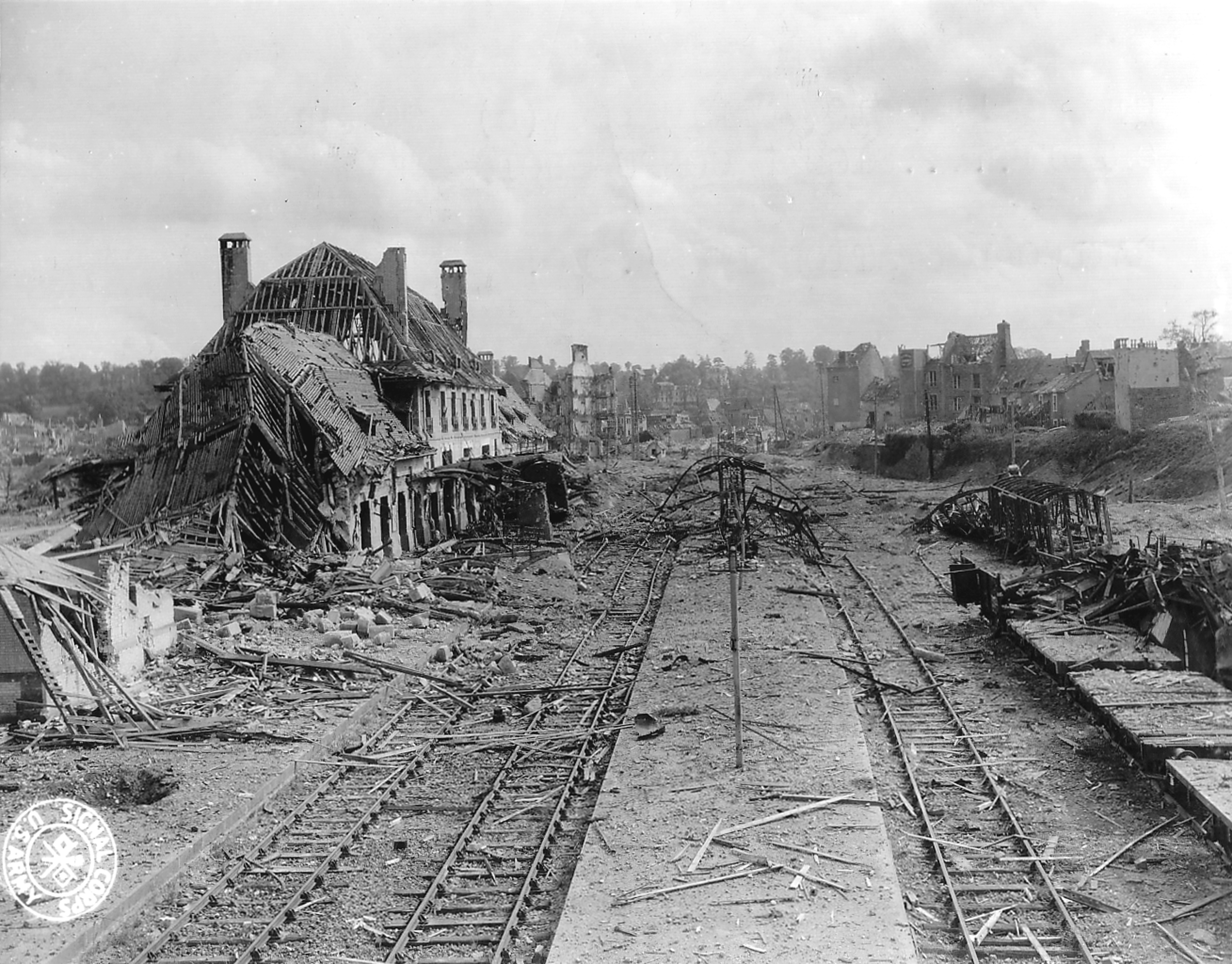
Bahnhof Saint-Lô im Sommer 1944

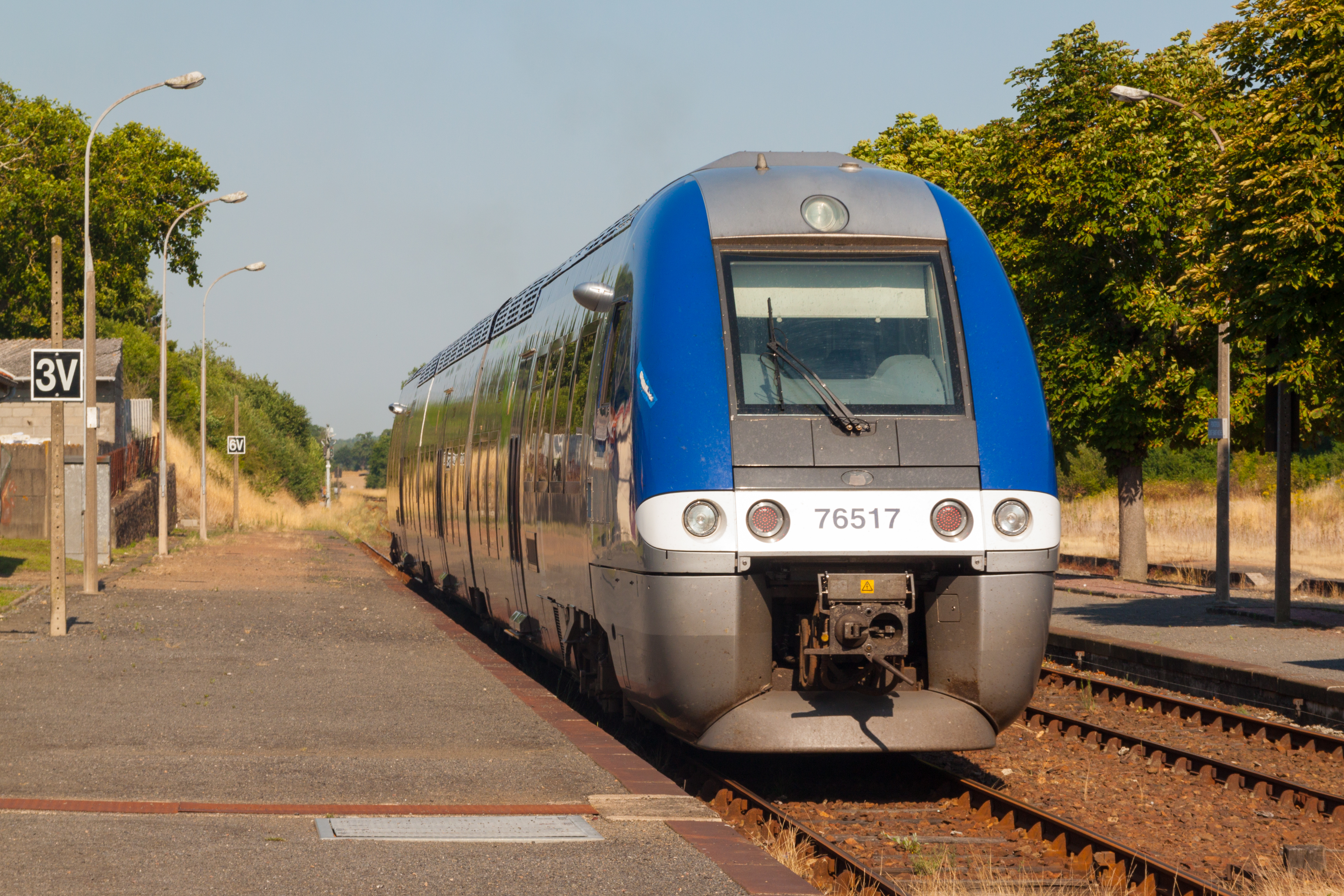
Dieseltriebzug im Bahnhof Pontorson – Mont-Saint-Michel

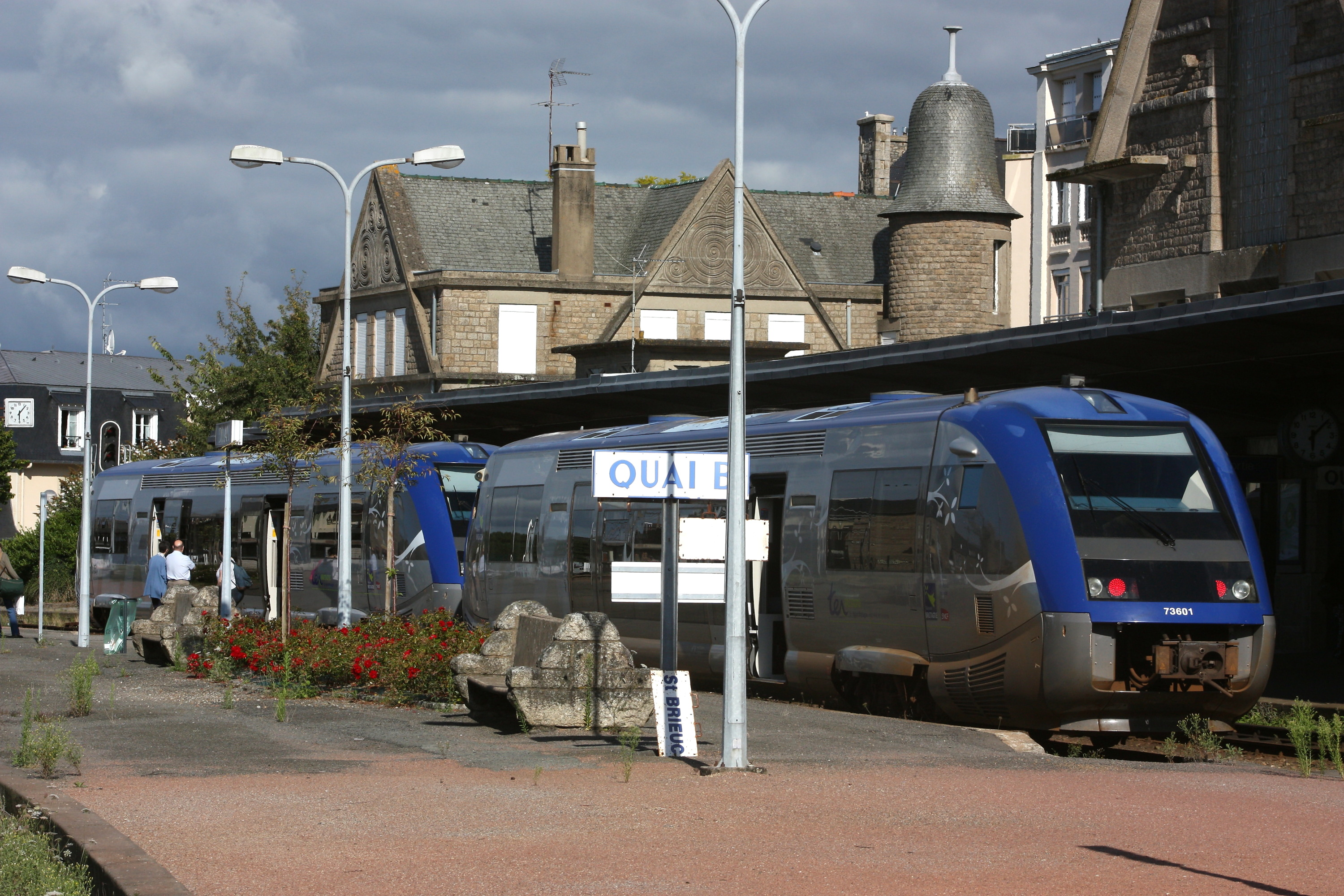
Dieseltriebwagen im Bahnhof Dinan

Die Bahnstrecke ist kurvenreich. Sie verläuft größtenteils parallel zur Küste, jedoch sind Steigungen von bis zu 15 ‰ (bei Coutances und Folligny) zu verzeichnen.
Die Strecke verlässt den Bahnhof Lison (7 m) in westlicher Richtung, schwenkt dann in einer Linkskurve nach Süden. Bis Saint-Lô (14 m) folgt sie dem Fluss Vire, den sie bei km 17 überquert. Von dort führt sie in westlicher Richtung auf Coutances (49 m) zu, bei Belval erreicht sie ihren Scheitelpunkt (131 m). Von dort richtet sich die Strecke nach Süden aus und erreicht Folligny (126 m). Dort kreuzt sie die Strecke Argentan–Granville. Nachdem die Bahnstrecke Avranches (11 m) durchquert hat, überquert sie den Fluss Sélune und führt in südwestlicher Richtung auf Dol-de-Bretagne (21 m) zu. Dort wird die Bahnstrecke Rennes–Saint-Malo gekreuzt. Von dort geht es kurvenreich in westlicher Richtung weiter nach Dinan (76 m) und schlussendlich Lamballe (56 m).

## Geschichte
Beim Bau der Bahnstrecke Mantes-la-Jolie–Cherbourg standen drei Varianten zur Option. Eine davon sollte über Saint-Lô führen. Schlussendlich wurde die Variante über Lison gebaut. Es wurde entschieden einen Abzweig von Lison nach Saint-Lô zu bauen. Die per Dekret vom 7. April 1855 genehmigte Strecke wurde der Chemins de fer de l’Ouest anvertraut. Nachdem die Arbeiten an der Strecke Caen–Cherbourg am 17. Juli 1858 eröffnet wurde, begann der Bau des Abzweiges nach Saint-Lô. Im April 1859 waren die Erdarbeiten in vollem Gange, Ende 1859 konnte die Strecke fertiggestellt werden. Aufgrund eines Unwetters im Winter 1859/1860 mussten einige Dämme und Kunstbauten repariert werden.
Am 6. April 1860 überprüfte ein erster Kontrollzug die gesamte Strecke. Bei der Inbetriebnahme am 1. Mai 1860 waren die Bahnhöfe von Airel und Pont-Hébert fertig, der Bahnhof von La Meauffe wurde erst einige Tage später betriebsfähig.
Am 30. Dezember 1878 erfolgte die Eröffnung der Strecken Saint-Lô–Coutances und Avranches–Dol-de-Bretagne, am 29. Dezember 1879 die Eröffnung der Strecken Coutances–Avranches und Dol-de-Bretagne–Lamballe.

## Infrastruktur
Die Strecke ist zwischen Dol-de-Bretagne und Avranches zweigleisig. Es bestehen Kreuzungsmöglichkeiten in Saint-Lô, Coutances, Folligny, Dinan und Plancoët. Die Streckenabschnitte Lison–Saint-Lô und Folligny–Avranches, welche ursprünglich zweigleisig waren, wurden 1960 bzw. 1982 auf ein Gleis zurückgebaut.
Seit Anfang 2006 ist die Strecke zwischen Lison und Saint-Lô elektrifiziert. Es ist geplant, die Strecke weiter zu elektrifizieren.

### Bahnhöfe
Folgende Bahnhöfe werden heute von Personenzügen bedient: Lison, Pont-Hébert, Saint-Lô, Carantilly-Marigny, Coutances, Folligny, Avranches, Pontorson-Mont-Saint-Michel, Dol-de-Bretagne, Plerguer, Miniac, Pleudihen, La Hisse, Dinan, Corseul-Languenan, Plancoët, Landébia und Lamballe.

## Zukunft
Auf dem zweigleisigen Abschnitt von Dol-de-Bretagne nach Avranches wurde von Januar bis Mai 2014 ein Gleis saniert. Bis 2017 soll dieser Abschnitt mit einem neuen Signalsystem ausgestattet werden und auf ein Gleis zurückgebaut werden.